# Sandro Cardoso dos Santos
Sandro Cardoso dos Santos (* 22. März 1980 in São Paulo) ist ein ehemaliger brasilianischer Fußballspieler.

## Karriere
Sandro begann seine Profilaufbahn 1998 bei AA Portuguesa (SP). 2000 wechselte er nach Ostasien. Hier unterschrieb er einen Vertrag beim südkoreanischen Suwon Samsung Bluewings. In der Saison 2001 wurde er mit 13 Toren Torschützenkönig. 2001 und 2002 gewann er mit dem Verein den Asian Club Championship. 2003 wechselte er zum japanischen Erstligisten JEF United Ichihara. Für Ichihara bestritt er 45 Erstligaspiele und schoss dabei 17 Tore. 2005 kehrte er zu Suwon Samsung zurück. 2007 wurde er an Chunnam Dragons ausgeliehen. 2007 wechselte er zum chinesischen Erstligisten Changsha Ginde. 2009 wechselte er zum schweizerischen Zweitligisten FC Thun. 2009 kehrte er nach China zurück. Danach spielte er bei Shandong Taishan und Changsha Ginde.

## Erfolge
Suwon Samsung Bluewings
- Asian Club Championship: 2000/01, 2001/02
- Südkoreanischer Pokalsieger: 2002